# Daniela Attanasio
Daniela Attanasio (Roma, 11 settembre 1947) è una poetessa italiana.

## Biografia
Ha esordito nel mondo della scrittura nel 1987, pubblicando la raccolta di poesie Non per amore al mondo (nel volume collettivo Testarda tregua, Sciascia, Caltanissetta).
Nel 1989 ha tradotto la sezione "Love Poems" di Anne Sexton nel volume antologico La doppia immagine (Sciascia) e tre anni dopo il romanzo di Jenny Diski Nonentity (edizioni La Luna, Palermo, 1992).
Nel 1993 ha pubblicato La cura delle cose con le Edizioni Empirìa. Nel 1998 ha curato un numero monografico del quadrimestrale Galleria dedicato alla figura e all'opera di Amelia Rosselli.
Nel corso degli anni ha collaborato con quotidiani e riviste letterarie (tra cui Il Manifesto e Nuovi Argomenti). Inoltre dal 2007 al 2018 ha curato la rassegna annuale di poesia "Teramopoesia",
Ha pubblicato diverse raccolte poetiche: Sotto il Sole (1988, Premio Dario Bellezza e Unione Scrittori Italiani), La cura delle cose (1993); Del mio e dell'altrui amore (Premio Camaiore 2005), Il ritorno all'isola (2010) Premio Sandro Penna, Di questo mondo (2013, Premio Giuria Viareggio-Rèpaci); Vicino e visibile (2017).
Sue poesie sono presenti nell'Almanacco dello Specchio 2009 e nell’Antologia Nuovi Poeti Italiani 6 (Einaudi, 2012).
Con Vivi al mondo (Vallecchi, 2023) ha vinto la seconda edizione del Premio Strega Poesia Giovani 2024.

## Opere

### Poesia
- La cura delle cose, Roma, Empiria, 1993
- Sotto il sole, Roma, Empiria, 1999
- Del mio e dell’altrui amore, Roma, Empiria, 2005
- Il ritorno all’isola, Torino, Nino Aragno, 2012 (ISBN 978-88-8419-477-0)
- Nuovi poeti italiani, a cura di Giovanna Rosadini, Einaudi, 2012
- Di questo mondo, Torino, Nino Aragno, 2013 (ISBN 978-88-8419-609-5)
- Vicino e visibile, Torino, Nino Aragno, 2017 (ISBN 978-88-8419-832-7)
- Vivi al mondo, Firenze, Vallecchi, 2023 (ISBN 978-88-8252-204-9)

## Prosa
- Amori: antologia di narratori italiani sugli amori del nostro tempo, ed. Idolina Landolfi, 2001